# The Satch Tapes
The Satch Tapes é um álbum documentário, de Joe Satriani, lançado em 1993, em formato VHS, e relançado em 2003, em formato DVD.

## O Álbum
O álbum é uma espécie de documentário sobre o músico, e reúne os clips de sua carreira até então, desde o álbum Surfing with the Alien até o The Extremist.
Além disso, o DVD tem uma espécie de entrevista com Satriani, no qual ele faz comentários sobre sua origem musical, bem como depoimentos de seus alunos, como Steve Vai, Jeff Tyson, dentre outros.
Há também imagens das gravações dos discos Flying in a Blue Dream e The Extremist (principalmente este último).

### Faixas
As faixas presentes neste álbum são videoclipes ou foram retiradas de shows ao vivo.
01.The Feeling

02.Satch Boogie

03.Always With Me, Always With You

04.Big Bad Moon

05.I Believe

06.Summer Song

07.The Extremist

08.The Crush of Love

09.Surfing With the Alien

10.The Phone Call

11.Big Bad Moon

12.War

13.New Blues